# Gabriel Martinelli
Gabriel Teodoro Martinelli Silva (* 18. června 2001 Guarulhos) je brazilský profesionální fotbalista, který hraje na pozici křídelníka či útočníka za anglický klub Arsenal FC a za brazilský národní tým.
Martinelli se narodil a vyrůstal ve městě Guarulhos a svou fotbalovou kariéru začal v akademii klubu Ituano FC. V červenci 2019, ve věku 18 let, přestoupil do londýnského klubu Arsenal FC.
Na reprezentační úrovni Martinelli hraje v dresu brazilské reprezentace do 23 let. Na Letních olympijských hrách v roce 2020 pomohl Brazílii k zisku olympijského zlata.

## Klubová kariéra

### Ituano
Martinelli se narodil ve městě Guarulhosu ve státě São Paulo a svou sportovní kariéru zahájil v roce 2010, když hrál za futsalový tým Corinthians. Poté se v roce 2015 přesunul do Ituana; následně byl na testech v Manchesteru United a Barceloně.
Dne 4. listopadu 2017 podepsal Martinelli svou první profesionální smlouvu v klubu, a to do října 2022. Debutoval 17. března následujícího roku, kdy nastoupil jako pozdní náhradník za Claudinha při venkovním vítězství 2:1 proti São Bento; ve věku 16 let a devíti měsíců se stal nejmladším hráčem, který v klubu debutoval ve 21. století. Martinelli vstřelil svůj první gól 8. září 2018, a to při vítězství 4:1 nad Taboão da Serra.

### Arsenal
Martinelli 2. července 2019 přestoupil do anglického prvoligového klubu Arsenal FC za částku okolo 7 milionů euro. Martinelli, který je držitelem italského pasu, nepodléhal náročným kritériím požadovaným po jihoamerických hráčích, kteří přestupují do anglických klubů. 16. července, při svém nesoutěžním debutu, vstřelil gól do sítě Colorada Rapids.

#### Sezóna 2019/20
Martinelli debutoval v Premier League 11. srpna 2019 při vítězství 1:0 nad Newcastlem United, když v 84. minutě vystřídal Henricha Mchitarjana.
Dne 24. září Martinelli vstřelil dvě branky v zápase proti Nottinghamu Forest v EFL Cupu. Martinelli nejprve hlavičkou otevřel skóre a v nastavení druhého poločasu proměnil svůj samostatný únik a dal gól na konečných 5:0. Na obě jeho branky asistoval Calum Chambers.
Martinelli se objevil opět v základní sestavě Arsenalu 4. října, při domácím vítězství 4:0 nad Standardem Lutych v Evropské lize, ve kterém si připsal další dvě branky. Jeho první gól dal ve 30. minutě po centru Kierana Tierneyho a druhý přidal o tři minuty později. Martinelli si udržel střeleckou formu i 24. října, když dal vyrovnávací branku při domácím vítězství 3:2 nad Vitóriou Guimarães.
Dne 30. října, ve čtvrtém kole Ligového poháru, se opět Martinelli střelecky prosadil, a to při remíze 5:5 s Liverpoolem. Martinelli také proměnil penaltu v penaltovém rozstřelu, který ale Arsenal nakonec prohrál. Martinelli se stal nejlépe skórujícím dorostencem v průřezu pěti nejlepších evropských lig, když v sedmi soutěžích zápasech dal sedm gólů. Stal se také prvním hráčem, který skóroval čtyřikrát v jeho prvních čtyřech startech od Iana Wrighta.
Martinelliho výkony vedly k tomu, že získal ocenění pro nejlepšího hráče klubu za měsíc říjen. Po jmenování prozatímního nového hlavního trenéra Freddieho Ljungberga se Martinelli 9. prosince poprvé objevil v ligovém zápase v základní sestavě a připsal si vyrovnávací branku při vítězství 1:3 nad West Hamem. Svůj druhý ligový gól vstřelil 11. ledna při remíze 1:1 s Sheffieldem United.
Dne 21. ledna, při remíze 2:2 proti Chelsea, přidal Martinelli další branku; stal se tak prvním teenagerem, který dosáhl v dresu Arsenalu v jedné sezóně hranice deseti vstřelených gólů. 21. června utrpěl zranění kolene na tréninku, které jej vyřadilo ze hry až téměř do konce roku 2020. 3. července podepsal Martinelli novou smlouvu s klubem, a to do roku 2025.

#### Sezóna 2020/21
Martinelli se vrátil po zranění 19. prosince 2020, když odehrál posledních 19 minut utkání proti Evertonu. 9. ledna 2021, během předzápasové rozcvičky před utkáním proti Newcastlu v FA Cupu, utrpěl Martinelli menší zranění kotníku a v sestavě jej nahradil Reiss Nelson. Martinelli do dalšího zápasu nastoupil 18. února, a to při remíze 1:1 proti Benfice v zápase Evropské ligy UEFA.
Brazilský křídelník vstřelil svůj první gól v sezóně 11. dubna při vítězství 3:0 nad Sheffieldem United. 19. května dostal Martinelli Arsenal do vedení v 91. minutě utkání proti Crystal Palace (vítězství 3:1).

#### Sezóna 2021/22
Dne 10. února 2022, v ligovém zápase proti Wolverhamptonu, byl Martinelli vyloučen po bizarní situaci, jelikož fauloval za žlutou kartu dvakrát v rozmezí pěti vteřin. Nejprve atakoval při autovém vhazování Podenceho a při udělené výhodě poté zastavil unikajícího Chiquinha. Sudí Michael Oliver mu tak ukázal dvě žluté karty po sobě a následně i červenou.

## Reprezentační kariéra
Martinelli se narodil v Brazílii a je držitelem italského pasu prostřednictvím svého otce; má tedy brazilsko-italské občanství. 2. července 2021 byl Martinelli nominován do brazilského týmu na letní olympijské hry 2020. Dne 3. srpna proměnil Martinelli penaltu v penaltovém rozstřelu semifinále proti Mexiku, které Brazílie vyhrála 4:1. O čtyři dny později se stal držitelem zlaté olympijské medaile poté, co Brazílie porazila ve finále Španělsko 2:1 po prodloužení.

## Statistiky
K 25. srpnu 2021
| Klub    | Sezóna  | Liga           | Liga   | Liga | Národní pohár | Národní pohár | Ligový pohár | Ligový pohár | Evropské poháry | Evropské poháry | Celkem | Celkem |
| Klub    | Sezóna  | Liga           | Zápasy | Góly | Zápasy        | Góly          | Zápasy       | Góly         | Zápasy          | Góly            | Zápasy | Góly   |
| ------- | ------- | -------------- | ------ | ---- | ------------- | ------------- | ------------ | ------------ | --------------- | --------------- | ------ | ------ |
| Arsenal | 2019/20 | Premier League | 14     | 3    | 3             | 0             | 2            | 4            | 7               | 3               | 26     | 10     |
| Arsenal | 2020/21 | Premier League | 14     | 2    | 1             | 0             | 1            | 0            | 6               | 0               | 22     | 2      |
| Arsenal | 2021/22 | Premier League | 2      | 0    | 0             | 0             | 1            | 0            | —               | —               | 3      | 0      |
| Celkem  | Celkem  | Celkem         | 30     | 5    | 4             | 0             | 4            | 4            | 13              | 3               | 51     | 12     |

## Ocenění

### Klubové

#### Arsenal
- FA Cup: 2020/21
- Community Shield: 2021

### Reprezentační

#### Brazílie U23
- Letní olympijské hry: 2020

### Individuální
- Hráč měsíce Arsenalu měsíce: říjen 2019,[33] leden 2020[34]